# یوجین ادیدور
یوجین ادیدور (انگلیسی: Eugene Addor؛ زادهٔ تاریخ ورودی نامعتبر است) ورزشکار ورزش تیراندازی اهل سوئیس است.
وی در مسابقات کشوری و بین‌المللی در مجموع برندهٔ ۱ مدال برنز شده‌است.